# Поплавська Яна Євгенівна
Яна Євгенівна Попла́вська (рос. Яна Евгеньевна Поплавская; нар. 28 червня 1967, Москва, РРФСР) — радянська і російська акторка й телеведуча. Відома як українофобка: підтримує війну проти України та путінський режим, поширює дезінформацію про війну Росії проти України. Фігурант бази даних центру «Миротворець».

## Життєпис
Народилася 28 червня 1967 року в Москві, СРСР.
Знімається у кіно з 10 років («Про Червону Шапочку. Продовження старої казки», 1977). Знялась в українському фільмі «В'язень замку Іф» (1988).
Працює на телебаченні.

## Фільмографія
- 1977: Про Червону Шапочку — Червона Шапочка
- 1977: Фантазії Веснухіна — Маша Лукова
- 1988: В'язень замку Іф — Ежені Данглар

## Громадянська позиція
На початку 2013 брала участь в акціях протесту проти прийнятого в РФ «закону Діми Яковлєва».
Підтримує путінський режим та війну в Україні. Під час війни на сході України брала участь в заходах за участі російських бойовиків з Донбасу, надавала гуманітарну допомогу «ДНР»/«ЛНР».
У лютому 2017 публічно звинуватила українців у вбивстві мирного населення Донбасу, назвавши при цьому «виродками» та «тварюками».
Підтримала повномаштабне вторгнення в Україну та прокоментувавши це як «порятунком Донбассу». Назвала Зеленського, Порошенка, Турчинова, Яроша та Авакова «злочинцями проти людей Донбассу».

## Санкції
19 жовтня 2022 року була додана до санкційного списку України.